# Siniša Biško
Siniša Biško hrvatski je glazbenik, tekstopisac i virtuoz na harmonici iz Velike Gorice. Nakon gotovo 19 godina kao osnivač i pjevač glazbenog sastava „Pirati”, odlučio je 2023. godine nastaviti samostalnu karijeru.
Glazbom se bavi od djetinjstva. Nastupao je na natjecanjima pjevača amatera i rano je osnovao svoj glazbeni sastav.
Nakon napuštanja "Pirata", Biško je izdao svoj debitantski solo album „Ti, samo ti” koji sadrži deset pjesama. Među značajnijim pjesmama s albuma izdvajaju se naslovna pjesma „Ti, samo ti”, „Prijatelji, dobra večer” te duet „Kad nekom srce daš” koji izvodi s mladom glazbenicom Stelom Rade. Album je objavila diskografska kuća Croatia Records. Vizualni identitet albuma kreirala je njegova supruga Iva Biško kroz fotografije, dok je za likovno oblikovanje zaslužna Ana Luketin Fahrenwald.
Biško je osnovao sastav „Etno Orchestra” koji okuplja glazbenike oko ideje spajanja tradicionalnih zvukova s modernim aranžmanima. Bend se odlikuje etno-sevdah prizvukom.
U ožujku 2024. godine, Biško je s turnejom „Večer za dušu” obišao brojne hrvatske gradove, uključujući nastup u Koncertnoj dvorani Vatroslava Lisinskog u Zagrebu, koji je uključivao dvanaest glazbenika u orkestru i nastup pedeset harmonikaša na pozornici.
Biško je oženjen i otac je dvojice sinova. Živi u Lazinoj Čički, kraj Velike Gorice.

## Diskografija

### Albumi
- „Ti, samo ti” (2025.)